# Данченко, Михаил Васильевич
Михаил Васильевич Данченко (14 октября 1897, Батайск — 10 апреля 1956, Москва) — советский государственный деятель, генерал-лейтенант инженерно-технических службы, участвовал в создании ряда проектов советских танков.

## Биография
- Май 1912 — подручный слесаря в Ростове-на-Дону.
- Май 1913 — табельщик в главных мастерских Владикавказской железной дороги в Ростове-на-Дону.
- Июнь 1916 — призван в Российскую армию рядовым.
- 1917 — демобилизован по ранению.
- Март 1917 — табельщик, затем член боевой дружины в главных мастерских Владикавказской железной дороги в Ростове-на-Дону.
- Апрель 1918 — командовал подразделением в партизанском анархистском отряде Маруси Никифоровой.
- 1918 — помощник командира железнодорожного батальона на Батайском и Краснодарском фронтах.
- Август 1918 — помощник командира Ростовского революционного летучего отряда 11-й Кавказской армии на Северо-Кавказском фронте.
- Февраль 1919 — на излечении в госпиталях Астрахани и Харькова.
- Май 1919 — командир взвода, командир отряда при дивизии Пархоменко в Екатеринославе.
- Июнь 1919 — адъютант, помощник командира бронепоезда № 89 на Юго-Западном, Петроградском, Южном, Польском фронтах.
- Октябрь 1920 — слушатель Высшей автобронетанковой школы в Москве.
- Март 1921 — командир бронепоезда на Кавказском фронте.
- Май 1921 — помощник командира отдельного учебного бронедивизиона, помощник командира бронепоезда № 44 Северо-Кавказского военного округа.
- Май 1922 — командир бронепоезда № 35, помощник командира бронепоезда № 151 (Ростов-на-Дону, Харьков, Казатин, Украинский военный округ).
- Август 1924 — слушатель Военно-технической академии в Ленинграде.
- Март 1930 — адъюнкт Военно-технической академии.
- Май 1932 — преподаватель Военной академии механизации и моторизации РККА (ВАММ). Начальник промышленного факультета, начальник конструкторского бюро, начальник научно-исследовательского отдела, начальник кафедры танков.
- Октябрь 1937 — заместитель начальника Главного управления государственных резервов при СНК СССР.
- Август 1939 — начальник Главного управления государственных резервов при СНК СССР.

Могила Данченко на Новодевичьем кладбище Москвы.

- 4 мая 1946 — 23 июля 1948 — министр материальных резервов СССР.
- Декабрь 1948 — заместитель министра государственных продовольственных и материальных резервов СССР.
- Июль 1951 — февраль 1953 — начальник Военно-мобилизационного управления Государственного комитета по снабжению продовольственными и промышленными товарами.
- Февраль 1953 — в распоряжении Главного управления кадров Министерства обороны СССР.
- Декабрь 1953 — уволен на пенсию.

Умер 10 апреля 1956 года, похоронен на Новодевичьем кладбище в Москве.

## Награды
- Два ордена Ленина
- Два ордена Красного Знамени
- Орден Отечественной войны 1-й степени